# Magata Karutanga
Magata Karutanga ist ein Bezirk (Ward) des Distriktes Muleba in der tansanischen Region Kagera.

## Geografie
Magata Karutanga liegt im Nordwesten von Tansania südwestlich des Victoriasees. Die Fläche des Bezirks beträgt 54,73 Quadratkilometer, bei der Volkszählung 2022 lebten 13.246 Einwohner in 3026 Haushalten.

## Gliederung
Der Bezirk besteht aus drei Gemeinden (Mtaa) mit zehn Orten (Kitongoji):
| Magata - Malahala - Kyamunyangi - Kisharabaga - Busindi - Rubale | Katanga - Ruhanga - Katanga - Kituntu - Katoke - Bukyaija | Karutanga - Karutanga - Mushenyi - Ijabalilo - Busharo - Ikondo |

## Infrastruktur
- Bildung: Die Kishoju Secondary School ist eine private Internatsschule.[6] Seit 2004 besteht eine Partnerschaft mit dem Gymnasium Neu Wulmstorf in Niedersachsen.[7]
- Verkehr: Durch den Bezirk verläuft die Nationalstraße T4, die Bukoba im Norden über die Distrikthauptstadt Muleba mit Biharamulo im Süden verbindet.[8]